# 이미향 (성우)
이미향(1975년 9월 12일 ~ )은 대한민국의 여자성우다. 2002년에 KBS에 입사했다. 현재는 KBS 29기다.

## 출연작

### 애니메이션
- 피치피치핏치(챔프) - 마리아 역
- 피치피치핏치 퓨어(챔프) - 란파 역
- 매직키드 마수리(KBS) - 마예예 역
- 꾸러기닌자 토리(재능방송) - 진진 역
- 구름빵(KBS, G1) - 루이 역
- 갓슈벨(챔프) - 리엔 역
- 해피해피 클로버(챔프)
- 마녀 배달부 키키(MOVIE) - 톰보 / 케토 역
- 외계인 붐(MBC)
- 용이가 간다(KBS) - 금순 엄마, 영희, 선생님 역
- 용자왕 가오가이가 FINAL(애니박스) - 우츠기 미코토, 암룡, 아마미 아이 역
- 라스트 엑자일(애니박스) - 소피아 역
- 워킹맨(애니박스) - 마이코 역
- 원피스(KBS) - 제시카 역
- 꾸러기 닌자 토리(디즈니채널) - 진진 역

### 외화
- 메디컬 인베스티게이션(PSB)
- 심해원정대 오르페우스호(KBS) - 스베틀라나(베라 필라토바)
- 리포터즈(KBS) - 소피
- 미티어(KBS) - 제니(미미 마이클스)
- 블라인드 저스티스(KBS)
- 닥터후 시즌 4(KBS) - 비나 브래디(수잔 마클랜)
- 닥터 포스터(KBS) - 아나(빅토리아 해밀턴)
- 엠파이어(KBS) - 카미네(에밀리 블런트)

### 영화
- 천국의 속삭임(KBS) - 프란체스카의 엄마(리사 길란티니)
- 카틴(KBS) - 아그네쉬카(막달레나 시엘렉카)
- 아이언맨(KBS) - 여군(에일린 와이징어) / 기자(나자닌 보니아디)
- 라스트 캐슬(KBS) - 로절리(로빈 라이트) / 여자 사무관 역
- 빨간 구두(KBS) - 안젤라(엘레나 페리노) 역
- 신부와 편견(KBS) - 조지나(알렉시스 블레델) 역
- 택시 운전사의 사랑(KBS) - 신부 외
- 어거스트 러시(KBS) - 제니퍼(베키 뉴턴)
- 왕과의 하룻밤(KBS) - 와스디(조티 도그라)
- 자호접(KBS) - 탕 이링의 친구(양양) / 서양인
- 올리버 트위스트(KBS) - 낸시(리앤 로우) 역
- 미트 페어런츠 2(KBS) - 승무원(칼리 로차) 역
- 밀리언즈(KBS)
- 늑대의 제국(KBS) - 샬리에의 여친(도나시엔 듀퐁) / 형사(엘로디 나바르)
- 펭 슈이(KBS)
- 수퍼 소닉(극장상영) - 롱클로(도나 제이 풀크스)
- 수퍼 소닉 2(극장상영) - 롱클로(도나 제이 풀크스) / 여군(사라 서르)
- 코드 46(KBS) - 월레(니나 포그) / 의사(제니퍼 림)